# Lingüística cognitiva
La lingüística cognitiva es un estudio interdisciplinario de la lingüística y la psicología cognitiva.
Se presenta como un paradigma teórico que permite dar cuenta del fenómeno del lenguaje de una manera más integral. No solamente considera los aspectos formales que tradicionalmente se han estudiado dentro de las escuelas precedentes como el estructuralismo o el generativismo; también da cuenta del lenguaje como facultad inherente al individuo y, como tal, debe aludir a los aspectos psicolingüísticos, sociolingüísticos y culturales que hacen posible el funcionamiento del lenguaje como una herramienta de cognición, comunicación e interacción entre los individuos (Fajardo, 2007). 

## Historia
La perspectiva cognitiva surge en 1987 como respuesta al descontento de algunos generativistas como Johnson, Lakoff y Langacker, quienes defendían la necesidad de una semántica que tuviera presente al individuo y sus habilidades cognitivas. Esto les obligó a romper con la tradición generativo-transformacional y proponer unos postulados básicos distintos. 
Aun así, no es el primer intento de integrar esta perspectiva extralingüística (psicológica, antropológica, neurológica, etcétera) en la lingüística, sino que ya una década antes hubo intentos multidisciplinares de abordar estas áreas conjuntamente. Estas colaboraciones fomentaron el surgimiento de la lingüística cognitiva frente a la generativista autonomía del lenguaje, defendiendo una relación entre lenguaje y otros aspectos cognitivos y perceptivos. Las dos capacidades cognitivas principales que emplea el lenguaje son la categorización y los procesos de metáfora-metonimia.
Entre las obras fundamentales de esta perspectiva, destacan The way we think, de Gilles Fauconnier; Metaphor we live by, de George Lakoff y Mark Johnson (1980; en español Las metáforas de la vida cotidiana); Philosophy in the flesh (1999), de George Lakoff y Mark Johnson; los dos volúmenes de Cognitive grammar (1987 y 1991), de Ronald Langacker; Women, fire and dangerous things (1987), de George Lakoff; Mental spaces (1994), de Gilles Fauconnier, yToward a cognitive semantics (2000), de Leonard Talmy. También han sido importantes obras colectivas como Topics in cognitive linguistics (1988), editada por Brygida Rudzka-Ostyn, y Cognitive Linguistics in the Redwoods (1996), editada por Eugene H. Casad.

## Objeto de estudio
De acuerdo con Serra (s. f.), la lingüística cognitiva busca poner de manifiesto las correspondencias entre el pensamiento conceptual, la experiencia corpórea y la estructura lingüística. El lenguaje no es autónomo, sino una parte más de toda la organización cognitiva del ser humano.
Su papel es central en la interacción del ser humano con el entorno; su perspectiva de estudio es el experiencialismo. El lenguaje está basado en la naturaleza del mundo. Toma en cuenta a la naturaleza corpórea o corporeización del lenguaje.

## Principios fundamentales
De acuerdo con Moya (2007), este enfoque concibe al lenguaje como un instrumento de conceptualización, es decir, un instrumento para expresar el significado. Dicho instrumento se sirve a su vez de mecanismos generales de la cognición. A partir de esta concepción del lenguaje, es posible determinar algunos principios fundamentales de la lingüística cognitiva, como los propuestos por Langacker (1987, p. 57): 
a) El estudio del lenguaje no puede separarse de su función cognitiva y comunicativa, lo cual impone un enfoque basado en el uso.
b) El lenguaje tiene un carácter inherentemente simbólico. Por lo tanto, su función primera es significar. De ello se deduce que no es correcto separar el componente gramatical del semántico: la gramática no constituye un nivel formal y autónomo de representación, sino que también es simbólica y significativa.
c) La gramática consiste en la estructuración y simbolización del contenido semántico a partir de una forma fonológica. Así pues, el significado es un concepto fundamental y/o derivado en el análisis gramatical.
d) Se impone una caracterización dinámica del lenguaje que difumina las fronteras entre los diferentes niveles del lenguaje (la semántica y la pragmática, la semántica y la gramática, la gramática y el léxico) y muestra las dificultades e inadecuaciones que resultan de la aplicación rígida de ciertas dicotomías, como la que opone diacronía y sincronía, competencia y actuación, denotación y connotación. La gramática es una entidad en evolución continua, un conjunto de rutinas cognitivas que se constituyen, mantienen y modifican por el uso lingüístico.

## Lingüistas cognitivos
Algunos lingüistas cognitivos significativos, además de los ya mencionados, son: 
- Eve Sweetser
- Leonard Talmy
- Charles Fillmore
- Adele Goldberg (lingüista)
- Mark Johnson
- George Lakoff
- Antonio Barcelona Sánchez (uno de los fundadores de la Asociación Española de Lingüística Cognitiva)

### Psicólogos
En lingüística cognitiva se trabaja con hipótesis radicalmente diferentes a los planteamientos de la gramática transformacional. Algunos psicólogos y psicolingüistas que están trabajando en estas hipótesis son:
- Mark Turner
- Gilles Fauconnier
- Michael Tomasello
- Raymond Gibbs
- Lera Boroditsky
- Michael Ramscar
- Michael Spivey
- Seana Coulson
- Teenie Matlock
- Benjamin Bergen
- Benjamín Alonso
- Fernanda Alonso

Hay quien considera a David McNeill también dentro de esta categoría.

### Ingenieros de Software
También hay, además, Ingenieros de software que han trabajado en el modelado computacional de los marcos de la lingüística cognitiva. Algunos de ellos son:
- Jerome Feldman
- Terry Regier
- Srinivas Narayanan

## Concepto de posesión
La posesión es el acto de poseer ciertas cosas, ya sean materiales o incorpóreas. El verbo poseer, por su parte, refiere a tener o saber algo.es muy amplio dado que involucra distintas áreas del lenguaje cotidiano. Ejemplo de estas son el uso de la preposición de en español y el apóstrofo+s ('s) en inglés. La lingüística cognitiva ha explicado cuáles son los recursos cognitivos que emplea el hablante para explicar el concepto de posesión. Dentro de los estudios realizados bajo esta óptica y relacionados con las frases genitivas del idioma inglés, se encuentran los llevados a cabo por Langacker (1993), Taylor (1996) y Heine (1997).
Heine (1997:83) señala que el concepto de posesión es universal, es decir, que cualquier lengua cuenta con expresiones y medios explícitos para describir este término. El concepto de posesión es muy controverstido, ya que algunos autores como Bickerton (1981:59) señala que algunos estudios realizados en el campo de las lenguas entre otros, indican la diferencia entre posesión (possession) y propiedad (ownership). Por otro lado, otros autores indican que la posesión sugiere también algún tipo de relación humana, por lo que dentro del concepto de posesión, incluye también la que expresa la relación entre un ser humano y sus parientes, sus partes del cuerpo, sus pertenencias y sus productos culturales e intelectuales.
Dentro de los elementos vinculados con la posesión se encuentran los siguientes: :
- Términos	que señalen parentesco.
- Partes	del cuerpo.
- Conceptos	de relación espacial como “en la cima, al fondo, en el interior”.
- Partes	inherentes de otros elementos como “rama o manija”.
- Estados	físicos y mentales como fuerza y miedo.
- Además	de los conceptos anteriores, se pueden mencionar también: nombre,	voz, olor, sombra, huella, propiedad y casa.

Nichols (1992) plantea también los conceptos de posesión atributiva como en John’s car. Además, considera que dichas frases fueron derivadas de estructuras que contenían el verbo have. Por lo tanto, la frase John’s car, proviene de una frase con estructura profunda similar a la de the car that John has.
Taylor (1996:125) por su parte advierte, que el apóstrofo s (‘s) establece la relación entre el poseedor y el poseso, que desde un punto de vista cognitivo el carácter especial de las frases genitivas recae en el hecho de que estas frases invitan al oyente a evocar primero a la entidad que posee (Maria’s) y luego a la entidad en posesión (sister). Lo cual se contrapone con la estructura de empleada en español ya que se hace referencia en primer término al poseso y luego al poseedor (la hermana de María). Dicho camino mental puede complicarse aún más para un hispanohablante, ya que en frases como Susan’s boyfriend’s dog éste no es tan claro y en consecuencia se dificulta aún más.  Esta concepción es importante para los alumnos hispanohablantes, ya que por interferencia del español, podrían deducir que el primer elemento de las grases genitivas, es el poseso y no el poseedor como en realidad expresan dichas frases.
En algunas lenguas, los marcadores del posesivo preceden al poseedor tal como ocurre en inglés por medio de la preposición of (the door of the room) o en español con la preposición de (el carro de Juan), aunque destaca la existencia de otras estructuras para indicar la posesión.
Finalmente, es importante considerar que algunas expresiones como las frases que emplean el 's en inglés, tienen un significado básico o literal y que si se ha encontrado que esta estructura tiene significados adicionales, se debe tal vez a la influencia de factores mentales, culturales, sociales entre otros de las personas hablantes del inglés. Por lo tanto, la polisemia de la estructura en cuestión es evidente,  ya que esta tiene significados y usos adicionales al de posesión, de ahí que haya sido objeto de diversos estudios. Dicha polisemia vuelve más complicado el aprendizaje de las frases genitivas.

### En español
- Asociación Española de Lingüística Cognitiva.
- Cuenca, M. J. y Hilferty, J. (1999), Introducción a la lingüística cognitiva. Barcelona: Ariel.
- Cifuentes, J. L. (1994). Gramática cognitiva. Fundamentos críticos. Madrid: Eudema.
- Ibarretxe-Antuñano, I. y Valenzuela, J. (2012), Lingüística cognitiva. Barcelona: Anthropos.
- Inchaurralde, C. y Vázquez, I. (2000). Una introducción cognitiva al lenguaje y la lingüística, Zaragoza, España: Mira.

- Datos: Q508969
- Multimedia: Cognitive linguistics / Q508969